# Айлендтон (Південна Кароліна)
Айлендтон (англ. Islandton) — переписна місцевість (CDP) в США, в окрузі Коллтон штату Південна Кароліна. Населення — 58 осіб (2020).

## Географія
Айлендтон розташований за координатами 32°54′33″ пн. ш. 80°56′9″ зх. д. / 32.90917° пн. ш. 80.93583° зх. д. (32.909262, -80.935949).  За даними Бюро перепису населення США в 2010 році переписна місцевість мала площу 7,17 км², уся площа — суходіл.

## Демографія
Згідно з переписом 2010 року, у переписній місцевості мешкало 70 осіб у 35 домогосподарствах у складі 19 родин. Густота населення становила 10 осіб/км².  Було 40 помешкань (6/км²).
Расовий склад населення:
| - 62,9 % — білих - 35,7 % — чорних або афроамериканців - 1,4 % — осіб інших рас |

До двох чи більше рас належало 0,0 %. Частка іспаномовних становила 1,4 % від усіх жителів.
За віковим діапазоном населення розподілялося таким чином: 10,0 % — особи молодші 18 років, 67,1 % — особи у віці 18—64 років, 22,9 % — особи у віці 65 років та старші. Медіана віку мешканця становила 52,3 року. На 100 осіб жіночої статі у переписній місцевості припадало 70,7 чоловіків;  на 100 жінок у віці від 18 років та старших — 75,0 чоловіків також старших 18 років.
Цивільне працевлаштоване населення становило 19 осіб. Основні галузі зайнятості: транспорт — 47,4 %.